# Myxosargus melanaspis
Myxosargus melanaspis är en tvåvingeart som beskrevs av James 1979. Myxosargus melanaspis ingår i släktet Myxosargus och familjen vapenflugor. Inga underarter finns listade i Catalogue of Life.